# كاري فاستينغ
كاري فاستينغ (بالنرويجية البوكمول: Kåre Fasting)‏ هو كاتب وصحفي ومحرر نرويجي، ولد في 14 أغسطس 1907، وتوفي في 1983.